# کلیسای ارتدکس انجیلی
کلیسای ارتدکس انجیلی (انگلیسی: Evangelical Orthodox Church) که در ۱۵ ژانویه ۱۹۷۹ تأسیس شد، یک فرقه کوچک مسیحی تلفیق‌گرایی است که توسط رهبران سابق جنگ صلیبی پردیس برای مسیح تأسیس شد، که در واکنش به جنبش آزادانه مردم عیسی مسیح، سنتز خود را از مسیحیت انجیلی، اصول ارتدکس شرقی و اصول جنبش شبانی شرقی ایجاد کردند.